# Kind Kaputt
Kind Kaputt ist eine 2016 gegründete Post-Hardcore-Band, deren Musiker aus Leipzig, Eschwege, Nürnberg und Berlin stammen.

## Geschichte
Kind Kaputt wurde im Jahr 2016 gegründet und besteht seit der Gründung aus Sänger Johannes Prautzsch, Gitarrist Konstantin Cajkin und Schlagzeuger Mathis Kerscher. Fabian Willi Simon, welcher von der Band ebenfalls als Mitglied geführt wird, ist für die visuelle Konzeption wie der Produktion von Musikvideos, Artworks und Fotos verantwortlich.
Am 18. Januar 2018 erschien mit die Meinung der Einzelnen eine EP mit fünf Stücken, die in Eigenregie veröffentlicht wurde. Zwischen dem 17. Januar und dem 3. Februar 2018 begleitete das Trio 8kids auf deren Denen die wir sind-Tournee, welche elf Konzerte in der gesamten Bundesrepublik umfasste. Bereits im Jahr zuvor spielte die Band mit Kaffkönig ihre erste Deutschlandtour.
Am 22. März 2019 erschien mit Zerfall das Debütalbum der Band, dieses Mal bei Uncle M Music. Am 23. März 2019 startete die Band auf abermalige Deutschlandtour, die am 26. Mai 2019 nach dreizehn Auftritten mit einem Konzert in Kassel endete.
Am 8. April 2020 wurde der Albumzyklus des Albums „Zerfall“ für beendet erklärt. Daraufhin kündigte die Band am 13. April über ihre Social-Media-Kanäle eine neue Single an, die am 23. April erschien und „Leichter“ heißt.

## Musik
Die Musik der Band wird als deutschsprachiger Post-Hardcore beschrieben, der vergleichbar mit Heisskalt, Fjørt und Van Holzen ist, ohne wie ein Abziehbild dieser Gruppen zu klingen. Dabei kommt die Musik wesentlich poppiger herüber als bei ihren Genre-Kollegen. Vereinzelt werden sogar musikalische Einflüsse von Stick to Your Guns attestiert. Laut dem Musikmagazin Visions, welches Zerfall als eines der Alben der Woche kürte, erinnere die Musik an den theatralischen Post-Hardcore von Marathonmann, wobei zudem noch ungestümer als das 2017 erschienene Debütalbum Denen, die wir waren von den 8kids aber gleich desillusioniert.

## Diskografie
Singles:
- 2016: Denkmal (Single, digital)
- 2017: Still Krach (Single, digital)
- 2018: Sterben auf Zeit (Single, digital)
- 2019: Geisel (Single, digital)
- 2019: Schwertschlucken (Single, digital)
- 2019: Besteck (Single, digital)
- 2020: Leichter (Single, digital)
- 2020: Gründe (Single, digital)
- 2021: Bleiben (Single, digital)
- 2021: Zeit (Single, digital)
- 2021: Wasser (Single, digital)

Alben / EPs:
- 2018: Die Meinung der Einzelnen (EP, Eigenproduktion)
- 2019: Zerfall (Album, Uncle M Music)
- 2022: Morgen ist auch noch kein Tag (Album, Uncle M Music)